# Atelier Iris: Eternal Mana
Atelier Iris: Eternal Mana, in Giappone Iris no atelier: Eternal Mana (イリスのアトリエ エターナルマナ?, Irisu no Atorie: Etānaru Mana), è un videogioco di ruolo sviluppato dalla software house giapponese Gust per PlayStation 2. Si tratta del primo capitolo della serie di videogiochi Atelier Iris per PS2, benché i videogiochi di ruolo strategici Atelier siano stati pubblicati su varie console in Giappone sin dal 1997. Nonostante la popolarità e la longevità della serie in Giappone, Atelier Iris è il primo titolo della serie Atelier ad essere pubblicato al di fuori del Giappone, adattato in lingua inglese dalla NIS America.

## Colonna sonora
Sigla di apertura
- 白夜幻想譚 (Byakuya Gensoutan / White Night Illusion) cantata da Haruka Shimotsuki

Sigla di chiusura
- 歩む道 (Ayumu Michi / Walking Path) cantata da Mami Horie (Finale normale)
- silent rhyme cantata da Mami Horie (Finale vero)